# Puente Sotra
El puente Sotra (en noruego: Sotrabrua) es un puente colgante que cruza el estrecho Knarreviksundet entre Knarrevik en Fjell y Drotningsvik en Bergen, provincia de Hordaland, Noruega.
Posee dos carriles y dos veredas para el tránsito de peatones. Es parte de la ruta nacional noruega 555, formando una red puente-túnel para el archipiélago de Sotra. Tiene 1236 m de largo con el vano más largo de 468 m y una altura del agua al puente de 50 m. En 2007 tuvo un tráfico promedio de 25 494 vehículos diarios.
Fue abierto al tráfico en 1971 pero inaugurado oficialmente en 1972. Tuvo un costo de 40 millones de coronas, de los cuales 23,5 millones se recuperaron mediante peajes hasta 1983. Al momento de su apertura fue el puente colgante más largo del país. Debido al alto volumen de automóviles, hay planes tales como la construcción de otro puente, un túnel submarino o extender la línea de trenes de Bergen.